# Rescue Me (canção)
"Rescue Me" é uma canção da cantora estadunidense Madonna, incluída em seu primeiro álbum de grandes sucessos The Immaculate Collection (1990). Composto e produzido pela própria intérprete e Shep Pettibone, não estava planejando lança-lo tão single no início, mas devido à sua excessiva rotação nas estações de rádio estadunidenses, motivou a gravadora Sire Records a colocá-lo à venda como o segundo single do álbum em 26 de fevereiro de 1991 nos Estados Unidos e terceiro no Reino Unido em 1 de abril. Pertence ao gênero dance pop, com elementos de gospel e house, a composição da faixa é acompanhada por sons de trovões e chuva; Liricamente alude a um amor romântico que resgata a cantora.
O lançamento da faixa foi acompanhada de vários remixes criados por Pettibone. Ele recebeu boas análises de críticos de música e jornalistas, que elogiaram a versão original e os remixes, bem como a produção de Pettibone e a voz de Madonna. Após seu lançamento, foi incluído em várias listas de melhores músicas da artista. Do ponto de vista comercial, alcançou as dez primeiras posições no Canadá, Dinamarca, Irlanda, Noruega, Países Baixos e Reino Unido. Por seu turno, nos Estados Unidos, tornou-se o 22º single da cantora a alcançar o top 10 da Billboard Hot 100.

## Antecedentes e publicação
No início dos anos 90, o primeiro álbum de grandes sucessos de Madonna, The Immaculate Collection, foi lançado. Segundo o biógrafo J. Randy Taraborrelli, autor de Madonna: An Intimate Biography, o lançamento foi "muito mais que uma mera coleção de suas canções mais vendidas e populares". A cantora o relegou como um "marco orgulhoso" de sua carreira, que progrediu desde que ela começou no cenário musical em 1983. O material incluía quinze singles lançados anteriormente, além de duas novas faixas, "Justify My Love e "Rescue Me". O primeiro foi colocado à venda como o primeiro single e foi objeto de controvérsia devido ao seu videoclipe explícito, que havia sido banido para transmissão na televisão.
Inicialmente, não havia planos de lançar a música como o próximo single de The Immaculate Collection, então nenhum videoclipe foi filmado para "Rescue Me". No entanto, este último começou a receber airplay nas rádios americanas como uma faixa do álbum, o que levou a empresa Sire Records para finalmente libertar-lo como um single oficial. Para cobrir um frame "sedutora" Madonna foi escolhida para o vídeo da música "Justify My Love". Nos Estados Unidos, "Rescue Me" foi lançado como o segundo single do álbum em 23 de fevereiro de 1991, Enquanto estava no Reino Unido como o terceiro em 7 de abril, desde "Crazy for You", de 1985, havia sido relançado como o segundo naquele país. Para acompanhar o lançamento, um clipe  foi feito com imagens da turnê Who's That Girl World Tour realizada em 1987.
"Spotlight", o single de Madonna de 1987, serviu como o lado B de "Rescue Me" no Reino Unido. O lançamento foi acompanhado por oito remixes feitos por Pettibone; um mix estendido chamado "Titanic Vocal" foi criado ao lado de uma versão "mais simplificada" de "Houseboat Vocal", que usou um novo ritmo e instrumentação, o som de um piano e um sample de "True Blue" (1986) . As versões "Lifeboat Vocal" e "SOS Mix" incorporam ritmos "mais altos e mais comovidos": o primeiro tem semelhanças nas linhas de baixo e sintetizador de "Vogue" e o segundo está mais próximo de uma versão dub. Todas as mixagens mantêm amplamente a voz e o refrão originais.

## Gravação e composição
|                                                    | "Rescue Me" Uma amostra de 30 segundos de "Rescue Me", começando logo antes do refrão da faixa, com os sons de linha de baixo, piano, snaps e percussão. Madonna pronuncia as linhas iniciais em vez de cantá-las, como observado em uma resenha. |
| Problemas para escutar este arquivo? Veja a ajuda. | |

Madonna compôs e produziu "Rescue Me" com Shep Pettibone, com quem ela já havia trabalhado em "Vogue" (1990). A faixa foi gravada nos estúdios da Axis em Nova Iorque, sob a direção de P. Dennis Mitchell, que também fez a engenharia; Curt Frasca e John Partham serviram como assistentes. Peter Schwartz tocou o teclado e cuidou da programação, com a ajuda de Joe Moskowitz e Junior Vasquez. Tony Shimkin editou no Axis enquanto Ted Jensen fez a masterização no Sterling Sound Studio. Em relação à mixagem, Pettibone e Goh Hotoda trabalharam nos estúdios da Sound Works em Nova Iorque. Para fazer isso, eles usaram a tecnologia QSound, que na época era um novo filtro de áudio, a fim de criar um três – efeito sonoro dimensional e envoltório para o ouvinte; Isso foi usado em todas as músicas presentes na The Immaculate Collection.
"Rescue Me" pertence aos gênero dance pop, com elementos de gospel e house.. Larry Flick da Billboard  descreveu-o como uma "rave pop-dance influenciado pelo house". De acordo com o publicado em Musicnotes.com nota por Alfred Publishing, é definida como um compasso de tempo de 4/4 com ritmo moderado de 116 batimentos por minuto. É composto na clave de ré♭ maior e o registro vocal de Madonna se estende das notas de si♭3 a mi♭5 Segue uma progressão harmônica de mi♭ menor—re♭/mi♭—lá♭sus4/mi♭—la♭/mi♭. A música começa com o som de batimentos cardíacos e trovões, seguido por uma notória linha de baixo, um piano, cliques de percussão. Perto do fim, sua voz se torna mais alta e rosna as linhas; o arranjo nesta parte tem coros de Dian Sorel, Catherine Russell e Lillies White. A instrumentação no final diminui para deixar apenas as vozes de fundo e termina com o som de trovões e chuva. Segundo a Rikky Rooksby, em seu livro The Complete Guide to the Music of Madonna, é uma reminiscência as músicas do duo synth pop britânica Yazoo e outros artistas da música disco dos anos 1980.
A letra alude a um amor romântico que resgata a cantora. O autor Santiago Fouz-Hernández apontou em seu livro Madonna's Drowned Worlds que as linhas representam o segundo tema predominante no trabalho de Madonna ao lado do sexo, o do amor romântico. Ele relega amor como salvador nas letras quando toca: "Acredito no poder do amor / acho que você pode me resgatar". Refere-se a "Stop Her on Sight (SOS)", de Edwin Starr, e "Respect", de Aretha Franklin, ambos de 1967. De acordo com Katharine Birbalsingh de Daily Telegraph, Madonna veio diretamente ao ouvinte com a letra "confessional", implorando por amor e atenção, antes de se tornar uma afirmação de seu "valor inspirador".

## Análise da crítica
Em termos gerais, "Rescue Me" recebeu análsies positivas de críticos de música e jornalistas. Larry Flick, da Billboard, descreveu a voz de Madonna como "a mais poderosa até hoje" e a produção de Pettibone como "excelente". Da mesma forma, ele elogiou os remixes: "O Pettibone foi superado desta vez, criando várias novas versões que devem se adaptar a uma variedade de formatos. [...] Em qualquer mix, "Rescue Me" acaba sendo mais importante e duradouro que o anterior, "Justify My Love'". Taraborrelli observou que é o oposto de "Justify My Love" e o chamou de número de "dance pulsante e de qualidade". Rikky Rooksby afirmou que sua voz "mal-humorada" estava "mal orientada", mas elogiou o som da chuva e do trovão no final da música. Andrew Harrison, da revista Select, comentou que era "um treinamento de dance da Madonna mais comum com cordas histriônicas" e enfatizou que este, além de "Justify My Love", mostrava vulnerabilidade, predisposição sexual e submissão da cantora, que "deu alguma vantagem aos seus discos". Em uma resenha da discografia de Madonna, a Rolling Stone chamou de "valiosa" e "sensual".
Jose F. Promis, da Allmusic, fez uma crítica positiva dos remixes de Pettibone e acreditava que eles haviam permanecido "surpreendentemente bem" muitos anos após seu lançamento. Ele ressaltou que eles são "bons exemplos de como a música era house/pop-dance no início dos anos 90". Eric Henderson, da Slant Magazine, em sua análise para Celebration (2009), observou que os dois novas faixas da The Immaculate Collection são considerados pelos fãs da intérprete como seu melhor trabalho. Além disso, ele chamou de "latente" e o "lado positivo" do álbum. James Rose, do site Daily Review indicou que, com essa música, Madonna começou "uma fase de sua carreira que oscila entre a auto-exploração cínica e a auto-expressão corajosa. Vídeos incríveis, letras com temas explícitos e ritmos de boudoir tornaram-se rigorosos para a senhora que agora se pode dizer que tem o nome mais famoso da música popular". Em uma crítica variada, David Browne, da Entertainment Weekly, observou que foi uma "má reescrita de 'Vogue'" e que não abriu nenhum "novo caminho" para a cantora. Algo parecido, disse Drew Mackie, da revista People, em seu comentário sobre o 25º aniversário da The Immaculate Collection; Embora ele tenha declarado que era uma faixa "sólida", não era tão "emblemática, famosa ou importante" quanto o resto das músicas do álbum. Além disso, ele o comparou com seu antecessor "Justify My Love" e o chamou de "preguiçoso".

### Agraciamentos
Após o seu lançamento, "Rescue Me" foi incluído em várias listas das melhores músicas de Madonna. Assim, Robbie Daw, do site Idolator, a classificou no décimo lugar das "10 melhores músicas de Madonna que o rádio esqueceu" e comentou que essa, junto com "Justify My Love", começou seu período de princípios dos anos 90, onde ele falou nas músicas em vez de cantá-las". Michael Cooper, do LA Weekly, incluindo ele na 14ª posição dos 20 melhores singles do artista, mencionou que estava anunciando seus futuros projetos musicais com seu quinto álbum de estúdio, Erotica (1992), e que era "inovador para o seu tempo", diminuindo a distância entre a Madonna da década de 1980 e a de 1990. 28Joe Morgan, do jornal online Gay Star News , afirmou que "Rescue Me" era como se "Justify My Love" e "Vogue" tivessem um bebê, e o colocou em 38 de "O ranking definitivo das 55 melhores músicas de Madonna". Ele apareceu em uma lista semelhante criada por Matthew Jacobs, do HuffPost, onde admitiu que a técnica das palavras faladas não era tão eficaz quanto em "Justify My Love", mas que o refrão era uma "maravilha". Louis Virtel, na contagem dos 100 grandes faixas da artista para NewNowNext, ele o colocou no décimo terceiro lugar, chamando-o de "incrível" e concluiu que "combina o amor de Madonna pela angústia da palavra falada e pela auto-revelação com um refrão grande e inesgotável de puro soul". "Rescue Me" também apareceu nas posições 17, 36 e 41 do ranking "As 20 melhores músicas de Madonna que você não ouvirá no Super Bowl", do jornal Dallas Observer, "As 50 melhores singles de dance de Madonna", da revista Vice e "The Imaculate Perception: Todas as músicas da Madonna, do melhor ao pior", de Matthew Rettenmund para Boy Culture, respectivamente. A Billboard colocou em 35 de seus 40 maiores sucessos no Hot 100 no Estados Unidos. Finalmente, a Slant Magazine classificou todos os singles da intérprete e o incluiu na posição 30. Nesse sentido.

## Faixas e formatos
| Cassete estadunidense / CD single japonês de 3" |                                    |         |  |
| N.º                                             | Título                             | Duração |  |
| 1.                                              | "Rescue Me" (Single Mix)           | 4:51    |  |
| 2.                                              | "Rescue Me" (Alternate Single Mix) | 5:06    |  |

| Vinil de 7" alemão |                              |         |  |
| N.º                | Título                       | Duração |  |
| 1.                 | "Rescue Me" (7" Mix)         | 4:52    |  |
| 2.                 | "Rescue Me" (versión del LP) | 5:31    |  |

| Vinil britânico / Cassete britânico |                              |         |  |
| N.º                                 | Título                       | Duração |  |
| 1.                                  | "Rescue Me" (Single Mix)     | 4:51    |  |
| 2.                                  | "Spotlight" (versión del LP) | 6:26    |  |

| Cassete de 12" / Maxi single em cassete |                               |         |  |
| N.º                                     | Título                        | Duração |  |
| 1.                                      | "Rescue Me" (Titanic Vocal)   | 8:15    |  |
| 2.                                      | "Rescue Me" (Lifeboat Vocal)  | 5:20    |  |
| 3.                                      | "Rescue Me" (Houseboat Vocal) | 6:56    |  |
| 4.                                      | "Rescue Me" (S.O.S. Mix)      | 6:23    |  |

| Vinil britânico de 12" |                               |         |  |
| N.º                    | Título                        | Duração |  |
| 1.                     | "Rescue Me" (Titanic Mix)     | 8:15    |  |
| 2.                     | "Rescue Me" (Houseboat Vocal) | 6:56    |  |
| 3.                     | "Rescue Me" (Lifeboat Vocal)  | 5:20    |  |

| Vinil de 12" australiano e alemão |                             |         |  |
| N.º                               | Título                      | Duração |  |
| 1.                                | "Rescue Me"                 | 8:15    |  |
| 2.                                | "Rescue Me" (Demanding Dub) | 5:20    |  |
| 3.                                | "Rescue Me" (7" Mix)        | 4:53    |  |

| CD single estadunidense |                               |         |  |
| N.º                     | Título                        | Duração |  |
| 1.                      | "Rescue Me" (Single Mix)      | 4:53    |  |
| 2.                      | "Rescue Me" (Titanic Vocal)   | 8:15    |  |
| 3.                      | "Rescue Me" (Houseboat Vocal) | 6:56    |  |
| 4.                      | "Rescue Me"                   | 5:20    |  |
| 5.                      | "Rescue Me" (S.O.S. Mix)      | 6:23    |  |

| CD single europeu |                               |         |  |
| N.º               | Título                        | Duração |  |
| 1.                | "Rescue Me" (S.O.S. Mix)      | 6:21    |  |
| 2.                | "Rescue Me" (Lifeboat Vocal)  | 5:20    |  |
| 3.                | "Rescue Me" (Houseboat Vocal) | 6:56    |  |

| CD single australiano / Maxi Single em CD |                             |         |  |
| N.º                                       | Título                      | Duração |  |
| 1.                                        | "Rescue Me" (7" Mix)        | 4:53    |  |
| 2.                                        | "Rescue Me" (Titanic Vocal) | 8:15    |  |
| 3.                                        | "Rescue Me" (Demanding Dub) | 5:20    |  |

| CD single japonês |                                          |         |  |
| N.º               | Título                                   | Duração |  |
| 1.                | "Justify My Love"                        | 4:57    |  |
| 2.                | "Justify My Love" (Orbit 12" Mix)        | 7:19    |  |
| 3.                | "Justify My Love" (Hip Hop Mix)          | 6:34    |  |
| 4.                | "Express Yourself"                       | 9:33    |  |
| 5.                | "Justify My Love" (The Beast Within Mix) | 6:14    |  |
| 6.                | "Rescue Me" (Single Mix)                 | 4:51    |  |
| 7.                | "Rescue Me" (Titanic Vocal Mix)          | 8:15    |  |
| 8.                | "Rescue Me" (Houseboat Vocal Mix)        | 6:56    |  |
| 9.                | "Rescue Me" (Lifeboat Vocal Mix)         | 5:20    |  |
| 10.               | "Rescue Me" (S.O.S. Mix)                 | 6:21    |  |

## Créditos e equipe
Créditos adaptados das notas da capa da The Immaculate Collection.

### Gestão
- Gravado no Axis Studios, Nova Iorque
- Masterizado no Sterling Sound Studios, Nova Iorque
- Mixado no Sound Works Studio, Nova Iorque
- Gerenciamento de Freddy DeMann, The DeMann Entertainment Co. Ltd.
- Webo Girl Publishing, Inc., Warner Bros. Music Corp, Bleu Disc Music Co. Inc, Lexor Music (ASCAP)

### Equipe
- Madonna – vocal, escritora, produtora
- Shep Pettibone – escritor, produtor, mixagem de áudio
- P. Dennis Mitchell –  engenheiro de gravação, gravação
- Ted Jensen – masterização
- Goh Hotoda – mixagem de áudio
- Curt Frasca – engenheiro assistente
- John Partham – engenheiro assistente
- Peter Schwartz – teclados, programação
- Joe Moskowitz – programação adicional
- Junior Vasquez – programação extra
- Tony Shimkin – edição
- Dian Sorel – vocais de fundo
- Catherine Russell – vocais de fundo
- Lillies White – vocais de fundo
- Herb Ritts – fotógrafo
- Jeri Heiden –  diretor de arte

## Desempenho comercial

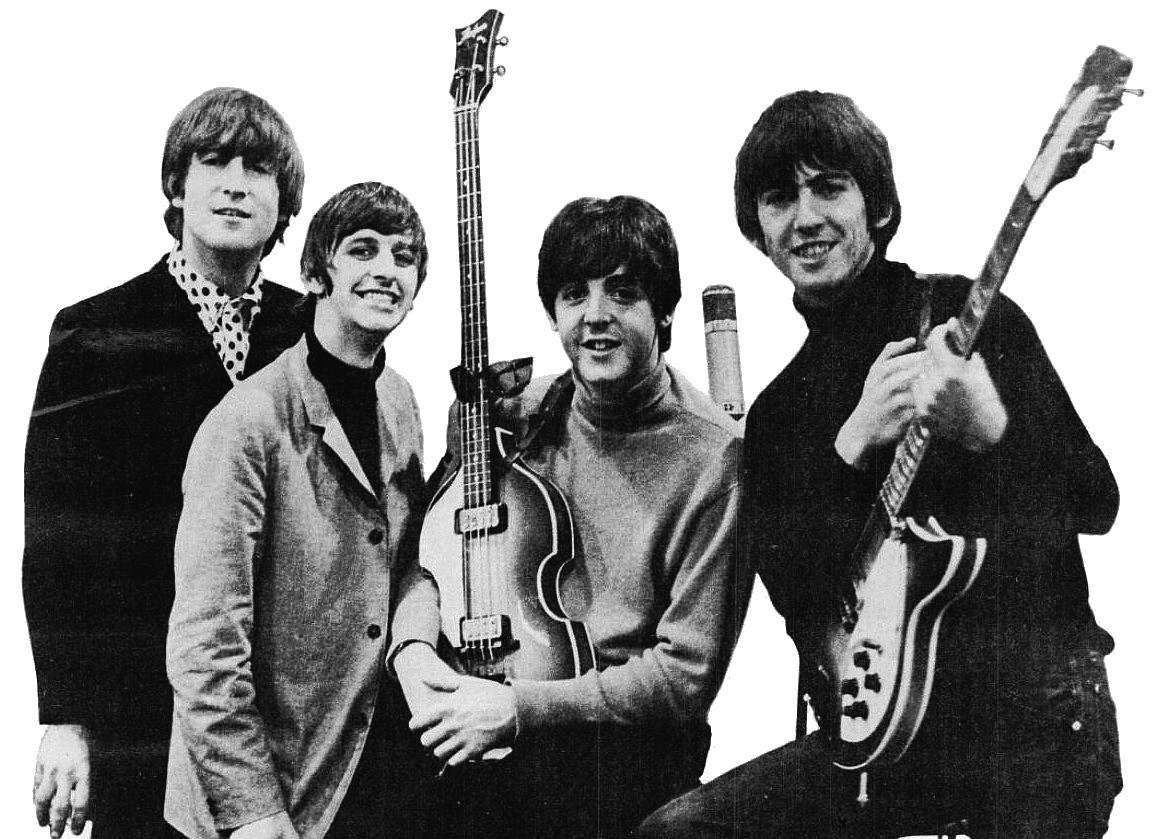
"Rescue Me" teve a maior estréia na tabela da Billboard Hot 100 nos últimos 21 anos, desde que "Let It Be" dos Beatles que estreou em sexto lugar, em março de 1970.

Nos Estados Unidos, Michael Ellis, da Billboard, disse que "Rescue Me" havia entrado na tabela do Hot 100 Airplay antes de seu lançamento e já havia subido para a sétima posição; O motivo foi que ele estava sendo reproduzido em quase todas as principais estações de rádio do país. Após o seu lançamento comercial, entrou no posto 15 da Billboard Hot 100 em 2 de março, então tornou-se a maior estréia de um single nos últimos 21 anos desde que "Let It Be" dos The Beatles estreou em sexto lugar em março de 1970. Foi também a estreia mais alta de uma artista feminina desde "Your Wild Heart" de Joy Layne, quando ele estreou no núemro 30 em 1957, e foi, na época, um dos quatro primeiros singles a estrear no top 20. Após três semanas, ele se tornou o 22º top dez de Madonna quando atingiu sua posição mais alta no número 9. em outras tabelas da Billboard, ele chegou na posição 6 no Hot 100 Airplay e Dance Club Songs e 11 no Hot 100 Single Sales. Em 24 de Maio de 1991, A Recording Industry Association of America (RIAA) a certificou com uma certificação de ouro depois de ter vendido 500,000 cópias no país.
No Canadá, "Rescue Me" entrou pela primeira vez na tabela de singles da revista RPM em 2 de fevereiro de 1991 no número 96, enquanto "Justify My Love" permaneceu no topo e depois de nove semanas alcançou sua posição máxima de 7. Esteve presente um total de 16 semanas e foi o single mais bem sucedido do ano 55 de maior sucesso do ano. Na Oceania, a faixa recebeu uma recepção comercial moderada, ficando em 15 e 18 na Austrália e Nova Zelândia, respectivamente.
O "Rescue Me" entrou na tabela oficial do Reino Unido antes do seu lançamento oficial, em 3 de março de 1991, em 84, enquanto "Crazy for You" permaneceu na segunda posição. Em 13 de abril, ele voltou ao quarto lugar e chegou ao terceiro na semana seguinte; no total, foram nove semanas. No entanto, de acordo com a revista Music & Media, a faixa chegou ao topo em 4 de maio. Em agosto de 2008, já havia vendido 134.767 cópias de acordo com a Official Charts Company. Em outros mercados europeus, ocupou o top vinte na Bélgica, Dinamarca, Irlanda, Itália, Noruega, Países Baixos e Suíça, e top 40 na Alemanha, França e Suécia. No Eurochart Hot 100 Singles, chegou a terceiro lugar, logo atrás "Joyride" de Roxette e "Wind of Change" de Scorpions.

### Tabelas semanais
| Tabela musical (1991)                 | Melhor posição |
| ------------------------------------- | -------------- |
| Alemanha (GfK Entertainment Charts)   | 21             |
| Austrália (ARIA Charts)               | 15             |
| Bélgica (Ultratop 50 de Flandres)     | 18             |
| Canadá (RPM Single Chart)             | 7              |
| Dinamarca (Tracklisten)               | 4              |
| Estados Unidos (Billboard 100)        | 9              |
| Estados Unidos (Hot Dance Club Songs) | 6              |
| Europa (European Hot 100 Singles)     | 3              |
| França (SNEP)                         | 21             |
| Irlanda (IRMA)                        | 3              |
| Itália (FIMI)                         | 12             |
| Noruega (VG-lista)                    | 10             |
| Nova Zelândia (Recorded Music NZ)     | 18             |
| Países Baixos (Dutch Top 40)          | 9              |
| Países Baixos (Single Top 100)        | 10             |
| Reino Unido (UK Singles Chart)        | 3              |
| Suécia (Sverigetopplistan)            | 27             |
| Suíça (Schweizer Hitparade)           | 11             |

| Tabela musical (1991)                | Posição |
| ------------------------------------ | ------- |
| Canadá (RPM)                         | 55      |
| Estados Unidos (Dance Singles Sales) | 40      |
| Europa (European Hot 100 Singles)    | 90      |
| Países Baixos (Single Top 100)       | 94      |

| Região                                         | Certificação | Vendas   |
| ---------------------------------------------- | ------------ | -------- |
| Estados Unidos (RIAA)                          | Ouro         | 500,000^ |
| ^distribuições baseadas apenas na certificação |              |          |